# كيم ناي
كيم ناي (بالإنجليزية: Kim Nye)‏ (10 مايو 1961 بإنجلترا في المملكة المتحدة - ) هي لاعبة كرة قدم نيوزلندية في مركز الدفاع. شاركت مع منتخب نيوزيلندا الوطني لكرة القدم للنساء.

## وصلات خارجية
- كيم ناي على موقع الاتحاد الدولي (مؤرشف)  (الإنجليزية)